# Naundorf (Saksonia)
Naundorf – miejscowość i gmina w Niemczech, w kraju związkowym Saksonia, w okręgu administracyjnym Lipsk, w powiecie Nordsachsen.

## Współpraca
Miejscowość partnerska:
- Mühlhausen-Ehingen, Badenia-Wirtembergia